# Narkatiya Guthi
Narkatiya Guthi – gaun wikas samiti w środkowej części Nepalu  w strefie Narajani w dystrykcie Rautahat. Według nepalskiego spisu powszechnego z 2001 roku liczył on 971 gospodarstw domowych i 6429 mieszkańców (3076 kobiet i 3353 mężczyzn).